# المعتلا
المعتلا قرية في السعودية من قرى وادي الدواسر التاريخية القديمة، وقعت فيها موقعة المعتلا المعروفة، ويوجد بها قصر «الأمير ربيع» التاريخي، أمير وادي الدواسر في عصر الإمام عبد العزيز بن محمد بن سعود آل سعود و الأمير ربيع أحد مناصري الدعوة السلفية في عصره، والمعتلا الآن تقف شامخة متباهية بكل مظاهر التقدم والحضارة في هذا العصر الزاهر.